# Multipel
En multipel är ett tal som kan divideras med ett annat tal ett antal gånger utan rest. Exempelvis 15, 20 eller annan multipel av 5, samt 6, 9 eller annan multipel av 3. Multiplar är ofta använda i samband med primtal och sammansatta tal.